# Vật tư kỹ thuật
Vật tư kỹ thuật là sản phẩm của lao động dùng để sản xuất. Đó là nguyên, nhiên, vật liệu, điện lực, bán thành phẩm, thiết bị máy móc, dụng cụ phụ tùng……
Vật tư kỹ thuật là một dạng biểu hiện của tư liệu sản xuất. Khái niệm tư liệu sản xuất có thể nói là khái niệm chung, bao quát dùng để chỉ:
- Những vật có chức năng làm tư liệu sản xuất, những tư liệu sản xuất ở trạng thái khả năng.
- Những vật đang là tư liệu sản xuất thực sự.

Vật tư kỹ thuật dùng để chỉ những vật có chức năng làm tư liệu sản xuất, đang trong quá trình vận động từ sản xuất đến tiêu dùng sản xuất, chưa bước vào tiêu dùng sản xuất trực tiếp.
Chẳng hạn như chiếc máy tiện là một tư liệu sản xuất, nhưng từ khi là thành phẩm của xí nghiệp chế tạo cho đến khi được lắp đặt tại nơi sử dụng, chiếc máy tiện mới ở trạng thái khả năng. Khi nào người ta dùng nó với tư cách là công cụ lao động để tác động vào đối tượng lao động, chiếc máy tiện là tư liệu sản xuất thực sự. Chính ở trạng thái có khả năng làm tư liệu sản xuất, cái máy cũng như các vật khác dùng để sản xuất, đều biểu hiện ra là vật tư kỹ thuật.
Vật tư kỹ thuật là tư liệu sản xuất ở trạng thái khả năng. Mọi vật tư kỹ thuật đều là tư liệu sản xuất, nhưng không nhất thiết mọi tư liệu sản xuất cũng đều là vật tư kỹ thuật cả.

## Phân loại vật tư kỹ thuật:
Theo công dụng trong quá trình sản xuất: 
- Vật tư dùng làm đối tượng lao động
- Vật tư dùng làm tư liệu lao động

Theo tính chất sử dụng:
- Vật tư thông dụng
- Vật tư chuyên dùng

Theo tầm quan trọng của vật tư.